# Maarten Mast
Maarten Mast (1978) is een Belgisch apotheker en politicus.

## Levensloop
Mast groeide op in een gezin met twee kinderen in Brussegem, een deelgemeente van Merchtem. Hij was de zoon van Merchtems Agalev-gemeenteraadslid Jef Mast. Op elfjarige leeftijd (1989) werd hij wees, nadat zijn ouders omkwamen in een verkeersongeluk tijdens hun reis in het Afrikaanse Zaïre. Vervolgens werd hij samen met zijn zus opgenomen in het gezin van zijn nonkel en tante te Muizen. Hij voltooide zijn secundair onderwijs aan het BimSem te Mechelen en ging vervolgens studeren aan de Rijksuniversiteit Gent. In 1999 nam hij - als student - de apotheek van zijn ouders over. Hij vervolledigde zijn studies aan de VUB.
Bij de gemeenteraadsverkiezingen van 2012 was hij onafhankelijk kandidaat op de kartellijst van VLD met Gemeentebelangen en sp.a te Merchtem. Hij werd verkozen en vervolgens aangesteld als schepen van deze gemeente. Bij de gemeenteraadsverkiezingen van 2018 stond hij wederom als onafhankelijke op de derde plaats op de liberale kieslijst Lijst1785 van Maggie De Block. Hij vormde een coalitie met CD&V-Plus en werd burgemeester van Merchtem ter opvolging van Eddie De Block. Bij de gemeenteraadsverkiezingen van 2024 was hij andermaal als onafhankelijk kandidaat lijsttrekker op de lokale Open VLD-kieslijst van Lijst van de Burgemeester (LVB). Met 1594 voorkeurstemmen werd hij stemmenkampioen van deze verkiezingen. LVB vormde een coalitie met N-VA met Mast terug als burgemeester.